# IAR 37
IAR 37 là một loại máy bay ném bom và trinh sát hạng nhẹ của România, do hãng Industria Aeronautică Română chế tạo.

## Biến thể
IAR 37Phiên bản sản xuất đầu tiên. Lắp động cơ  IAR K14-II C32 - 649 kW (870 hp). 50 chiếc.
IAR 38Lắp động cơ 522 kW (700 hp) BMW 132A. Đuôi cao hơn. 50 chiếc.
IAR 39Phiên bản sửa đổi của IAR 38, dùng động cơ IAR K.14-III C36 - 690 kW (930 hp). 95 chiếc.
IAR 39ALắp động cơ IAR K.14-IV C32 716 kW (960 hp). 160 chiếc.

## Quốc gia sử dụng
Vương quốc Romania
- Không quân Hoàng gia Romania

 România
- Không quân Romania

## Tính năng kỹ chiến thuật (IAR 39)
Dữ liệu lấy từ The Illustrated Encyclopedia of Aircraft (Part Work 1982-1985), 1985, Orbis Publishing, Page 2192
Đặc điểm tổng quát
- Kíp lái: 3
- Chiều dài: 9,60 m (31 ft 6 in)
- Sải cánh: 13,10 m (42 ft 11¾ in)
- Chiều cao: 3,99 m (13 ft 1 in)
- Diện tích cánh: 40,30 m2 (433,80 ft2)
- Trọng lượng rỗng: 2177 kg (4799 lb)
- Trọng lượng có tải: 3085 kg (6801 lb)
- Powerplant: 1 × IAR K.14-IV C32, 716 kW (960 hp)

Hiệu suất bay
- Vận tốc cực đại: 336 km/h (209 mph)
- Tầm bay: 1050 km (652 dặm)
- Trần bay: 8000 m (26.245 ft)

Vũ khí trang bị
- 3 x súng máy FN (Browning) 7.92 mm (0.31 in)
- 288kg (635lb) bom